# Parti républicain de gauche démocratique
Le Parti républicain de gauche démocratique était un parti politique portugais de l'époque de la Première République, créé en 1920, en dissidence du Parti démocrate, situé à sa gauche dans le jeu parlementaire. Il était dirigé par José Domingues dos Santos.
Il participa seulement à la dernière élection de la Première République, en ayant obtenu 3,7 % des voix.